# Pupnat
Pupnat falu Horvátországban, Dubrovnik-Neretva megyében. Közigazgatásilag Korčula városához tartozik.

## Fekvése
Makarskától légvonalban 38 km-re délre, Korčula városától légvonalban 8, közúton 11 km-re nyugatra, Korčula szigetének keleti felén, a sziget északi és déli partjától nagyjából egyforma távolságra, egy magas dombok által körülvett völgyben fekszik. Áthalad rajta a szigetet átszelő főút.

## Története
A település nevét a latin „pampinatus” szóból származtatják, mely szőlőhajtást jelent. A szigeten élő első ismert nép az illírek voltak, akik az i. e. 2. évezredben jelennek meg. A magaslatokon épített erődített településeken éltek, amelyek nyomai Korčula szigetének mintegy harminc pontján, többek között a Pupnat területén fekvő Mocilán, Moška glavicán, Ripanjsko stražišćén és Kosoricán találhatók meg. Halottaikat kőből rakott halomsírokba temették, melyek általában szintén magaslatokon épültek. Ilyen halomsírok találhatók a község területén többek között Mocilán is. Az illírek i. e. 30-ig uralták a szigetet, amikor Octavianus hadai végső győzelmet arattak felettük. A római légionáriusok a sziget több pontján letelepedtek magukkal hozva kultúrájukat, életmódjukat, szokásaikat. A római villagazdaságokban nagy mennyiségű gabonát, olívaolajat, bort, sózott halat és más élelmiszert állítottak elő, amelyekkel élénk kereskedelmet folytattak. Ezek a tágas, kényelmesen berendezett épületek központi fűtéssel, díszes mozaikpadlóval, luxustárgyakkal rendelkeztek.
A korai középkor időszakából szinte semmilyen adat nem maradt fenn a térségből. A 13. században már a korčulai grófok irányították a szigetet, akik alattvalóiknak statutumban (1214-ben) írták elő kötelezettségeiket. A statutumban foglaltakból kiderül, hogy a javak védelmére Pupnatnak is volt saját őrsége, melyet kumpanijának neveztek. A 14. századtól a szigeten felépült, vagy megújult számos templom és a hitélet egyre szervezettebb lett. A pupnati Havas Boldogasszony plébániatemplomot 1393-ban említik először és a temetőben lévő Szent György-templom is állt már ebben az időben. A török veszély is fennállt már a 15. századtól, de a török sohasem támadta meg komolyabb erőkkel a szigetet. A katonát és az őrséget a középkorban alapított vitézi rend a kumpanija biztosította. A kumpanija vezérének rezidenciája a falutól északkeletre emelkedő hegyen állt, ahonnan jól be lehetett látni a környező tengert és veszély esetén jelezni lehetett a környék településeinek. Közigazgatási szempontból Pupnat is hozzá tartozott a középkori korčulai közösséghez, melynek központja 1843-ig Korčula városában volt. A pupnati Havas Boldogasszony plébániát 1625-ben alapították, amikor leválasztották a žrnovoi plébániáról. Pupnat lakói régen favágásból éltek, fenyőgyantát gyűjtöttek, meszet és faszenet égettek, melyet a korčulai ipari műhelyek számára értékesítettek. A pupnati asszonyok még a 20. század közepén is szállították szamaraikon a tűzifát Korčula városába.
A velencei uralomnak 1797-ben vége szakadt és osztrák csapatok vonultak be Dalmáciába. 1806-ban az osztrákokat legyőző franciák uralma alá került, de Napóleon lipcsei veresége után 1813-ban újra az osztrákoké lett. A településnek 1857-ben 355, 1910-ben 786 lakosa volt. 1918-ban az új szerb-horvát-szlovén állam, majd később Jugoszlávia része lett. A második világháború idején 1941 és 1943 között olasz megszállás alatt volt. A háború után a szocialista Jugoszlávia része lett. 1955-ben az újraszervezett Korčula községhez került. A  független Horvátország megalakulása utáni közigazgatási reform alkalmával, 1993-ban Korčula városához csatolták. A településnek 2011-ben 391 lakosa volt, akik főként Korčula városában dolgoztak és a turizmusból éltek.

## Népesség
| Lakosság változása | Lakosság változása | Lakosság változása | Lakosság változása | Lakosság változása | Lakosság változása | Lakosság változása | Lakosság változása | Lakosság változása | Lakosság változása | Lakosság változása | Lakosság változása | Lakosság változása | Lakosság változása | Lakosság változása | Lakosság változása |
| ------------------ | ------------------ | ------------------ | ------------------ | ------------------ | ------------------ | ------------------ | ------------------ | ------------------ | ------------------ | ------------------ | ------------------ | ------------------ | ------------------ | ------------------ | ------------------ |
| 1857               | 1869               | 1880               | 1890               | 1900               | 1910               | 1921               | 1931               | 1948               | 1953               | 1961               | 1971               | 1981               | 1991               | 2001               | 2011               |
| 355                | 425                | 505                | 578                | 666                | 786                | 786                | 756                | 767                | 758                | 691                | 772                | 512                | 488                | 433                | 391                |

## Nevezetességei
- A Havas Boldogasszony plébániatemplom a 14. században épült, első írásos említése 1393-ban történt. 1600 és 1620 között három hajósra bővítették, valószínűleg közvetlenül a plébániatemplom rangjára történő emelés előtt. Ezután a templom még két további átépítésen esett át, mire elnyerte mai formáját. Felszentelését 1772-ben Miho Triali korčulai püspök végezte. Az épületet 1885-ben és 1999-ben is megújították. A harangtorony a templom stílusában épült, 1968-ban fejezték be az építését.
- A temetőben álló Szent György-templom[4] első említése szintén 1393-ban történt. Az egyhajós épület Pupnat falutól nyugatra, a Kneže és Čara felé vezető ősi út kereszteződésében egy dombon található. A templom elnyújtott téglalap alaprajzú, apszis nélküli, kelet–nyugati tájolású. A nyugati főhomlokzatot egyszerű kőkeretes ajtó tagolja. A szemöldök fölött falazott íves lunetta, a jobb oldali szemöldök mellett pedig beépített rusztikus, négyzetes szenteltvíztartó található, váltakozó fogazott motívummal díszítve. A homlokzat oromzatát magas falazatú harangdúc teszi teljessé. Az oldalhomlokzatok egy négyzet alakú, profil nélküli kőkeretes ablakkal vannak tagolva. A templom nyeregtetős, míg belseje dongaboltozattal borított. A szentélyteret egy pillér tartja, egy alacsonyabb, lapos dongaboltozattal, amely egyszerű, profilozott párkányokon nyugszik. Utoljára 2000-ben újították fel.
- A falu bejárata mellett álló Szent Rókus-templomot 1905-ben építették.
- A falutól délnyugatra, a sziget déli partján fekvő Pupnatska Luka Korčula szigetének egyik legszebb strandja. A strandot egy látványos, szerpentinekkel tarkított úton lehet elérni.

## Oktatás
A falu négyosztályos iskolájának mindössze tíz tanulója van, a felső tagozatos tanulók Žrnovora járnak iskolába.

## Kultúra
A település búcsúünnepét és fesztiválját minden év augusztus 5-én Havas Boldogasszony ünnepén rendezik. Az ünnep szentmisével kezdődik, melyet színes kulturális és szórakoztató programok követnek. Ez alkalomból adják elő a helyi Kumpanija egyesület tagjai a hagyományos vitézi kardtáncot.
A másik fesztivált augusztus 25-én rendezik Blaženi Marko od Pupnat, azaz Boldog Pupnati Marko tiszteletére, aki 1733-ban itt született és amikor 1785-ben Riminiben elhunyt holttestét ide hozták haza.